# ごきぶりスープ
ごきぶりスープ (独: Kakerlakensuppe) とは、ドイツの玩具メーカー、ドライ・マギアが発売しているカードゲームである。ジャック・ゼメ制作。

## 概要
プレイ人数は2人から6人で、対象年齢は6歳以上。
ニンジン、ネギ、マッシュルーム、トウガラシの4種類の野菜のカードとそれぞれの野菜とごきぶりが描かれたごきぶりカード4種類の計8種類のカードを用いる。
ごきぶりサラダの姉妹作であり、裏面は同じ絵柄をしており、混ぜて拡張し遊ぶこともできる。

## ゲームの進行
全てのカードをプレイヤーに配り、順番に手札を見ずに1枚ずつ場にカードを提示していく。
野菜のカードが出たらカードを出したプレイヤーは基本的にはそのカードに描かれている野菜の名前を言うが、それが前の人が言った野菜および前の人が出したカードと同じであった場合はそれらとは別の野菜の名前を言わなければならなくなる。この際に間違えた名前を発言したり、少しでも言葉に詰まったらそのプレイヤーはその場に出ているカードをすべて受け取る。
ごきぶりカードが出たらスープを飲むようにを「スー」と言い、それ以降は別のごきぶりカードが出るまでその全てのプレイヤーはごきぶりカードに描かれた野菜が出たら「スー」と言わなければならなくなる。前の人が「スー」といった次に「スー」と言わなければならなくなった場合は、「ふぅ」とスープを飲んだ後に息を吐き出すような仕草をする。
最初に手持ちのカードが無くなったプレイヤーの勝利となる。